# Rajd Antibes 1998
Rajd Antibes 1998 (33. Rallye d'Antibes - Rallye d'Azur) – 33. edycja rajdu samochodowego Rajd Antibes rozgrywanego we Francji. Rozgrywany był od 22 do 25 października 1998 roku. Była to pięćdziesiąta czwarta runda Rajdowych Mistrzostw Europy w roku 1998 (rajd miał najwyższy współczynnik - 20) i zarazem ósma runda Rajdowych Mistrzostw Francji w roku 1998. Składał się z 20 odcinków specjalnych, z czego dwa o długości łącznej 27,62 km odwołano.

## Klasyfikacja rajdu
| Miejsce                         | Kierowca                     | Pilot                        | Samochód                     | Czas                         | Strata                       |                              |
| Klasyfikacja generalna i ERC    | Klasyfikacja generalna i ERC | Klasyfikacja generalna i ERC | Klasyfikacja generalna i ERC | Klasyfikacja generalna i ERC | Klasyfikacja generalna i ERC | Klasyfikacja generalna i ERC |
| ------------------------------- | ---------------------------- | ---------------------------- | ---------------------------- | ---------------------------- | ---------------------------- | ---------------------------- |
| 1.                              | Philippe Bugalski            | Jean-Paul Chiaroni           | Citroën Xsara Kit Car        | 3:15:12.2                    | 0.0                          |                              |
| 2.                              | Simon Jean-Joseph            | Patrick Pivato               | Subaru Impreza 555           | 3:15:12.6                    | +0.4                         |                              |
| 3.                              | Mark Champeau                | Gilles Thimonier             | Renault Mégane Maxi          | 3:21:14.2                    | +6:02.0                      |                              |
| 4.                              | Benoît Rousselot             | Jack Boyère                  | Renault Mégane Maxi          | 3:21:54.8                    | +6:42.6                      |                              |
| 5.                              | Dominique De Meyer           | Eric Sgarroni                | Renault Mégane Maxi          | 3:23:56.3                    | +8:44.1                      |                              |
| 6.                              | Emil Triner                  | Miloš Hůlka                  | Škoda Octavia Kit Car        | 3:31:47.5                    | +16:35.3                     |                              |
| 7.                              | Gianmarino Zenere            | Sauro Farnocchia             | Ford Escort RS Cosworth      | 3:32:31.0                    | +17:18.8                     |                              |
| 8.                              | Richard Bartolini            | Corinne Trichot              | Renault Clio Williams        | 3:42:54.5                    | +27:42.3                     |                              |
| 9.                              | Ercan Kazaz                  | Cengiz Yıldız                | Nissan Almera Kit Car        | 3:43:59.1                    | +28:46.9                     |                              |
| 10.                             | Erik Verola                  | Loïc Bonnamy                 | Renault Clio Williams        | 3:44:15.9                    | +29:03.7                     |                              |
| Klasyfikacja mistrzostw Francji |                              |                              |                              |                              |                              |                              |
| 1.                              | Philippe Bugalski            | Jean-Paul Chiaroni           | Citroën Xsara Kit Car        | 3:15:12.2                    | 0.0                          |                              |
| 2.                              | Simon Jean-Joseph            | Patrick Pivato               | Subaru Impreza 555           | 3:15:12.6                    | +0.4                         |                              |
| 3.                              | Mark Champeau                | Gilles Thimonier             | Renault Mégane Maxi          | 3:21:14.2                    | +6:02.0                      |                              |
| 4.                              | Benoît Rousselot             | Jack Boyère                  | Renault Mégane Maxi          | 3:21:54.8                    | +6:42.6                      |                              |
| 5.                              | Dominique De Meyer           | Eric Sgarroni                | Renault Mégane Maxi          | 3:23:56.3                    | +8:44.1                      |                              |
| 6.                              | Richard Bartolini            | Corinne Trichot              | Renault Clio Williams        | 3:42:54.5                    | +27:42.3                     |                              |
| 7.                              | Erik Verola                  | Loïc Bonnamy                 | Renault Clio Williams        | 3:44:15.9                    | +29:03.7                     |                              |